# Darknet
Darknet (internetul întunecat) este un tip de rețea suprapusă ce face parte din rețeaua globală de internet. Darknet poate fi accesat numai cu software specific, configurații, sau  autorizație, folosind de multe ori protocoale de comunicații și porturi non-standard. Termenul „darknet” este deseori confundat cu deepweb. 
În darknet, site–urile și alte servicii online apar ascunse nefiind indexate de motoarele de căutare. Potrivit specialiștilor, 80% din informațiile care circulă online sunt "ascunse" căutărilor obișnuite și nu pot fi găsite prin Google.
Rețele tipice darknet sunt Tor, I2P, Freenet, Hornet și rețelele friend-to-friend (F2F) folosite pentru partajarea de fișiere cu o conexiune P2P. 

## Origini
Termenul darknet a apărut încă din anul 1970, folosit pentru a se referi la rețelele izolate din ARPANET, care mai târziu a evoluat în Internet . 
Mai recent, în anul 2002, a fost popularizat prin publicarea articolului The Darknet and the Future of Content Distribution, scris de Peter Biddle, Paul England, Marcus Peinado, și Bryan Willman, angajații companiei Microsoft. 
Cercetătorii Microsoft susțin că existența darknet a fost principalul obstacol în calea dezvoltării eficiente a tehnologiei DRM. 
Termenul a fost folosit din nou în mass-media, în revistele The Economist, Wired și Rolling Stone; este de asemenea, titlul unei cărți de J.D. Lasica publicată în anul 2005. 

## Utilizări
Rețelele darknet pot fi utilizate de regulă pentru diferite motive, cum ar fi:
- protejarea confidențialității utilizatorilor de la direcționare și supraveghere
- criminalitate informatică (hacking, fraudă, fals, sabotaj etc.)
- comerțul de bunuri restricționate pe alte piețe
- partajarea de fișiere (pornografie, fișiere confidențiale, software piratat etc.) [5]

## Software folosit
Rețelele darknet necesită configurații de rețea specifice sau software instalat: 
- Tor: este rețeaua anonimă cea mai populară care are de asemenea propriul browser de navigare
- I2P: ale cărui situri sunt numite „Eepsites”.
- Freenet: versiunea 0.7, în special pentru serviciul friend-to-friend (F2F)
- RetroShare: transferuri de fișiere anonime
- GNUnet
- Metanet
- anoNet
- Zeronet: software open source cu care se poate alcătui o rețea de tip peer-to-peer pentru utilizatorii Tor
- OneSwarm: pentru rețeaua  F2F
- Syndie: software folosit pentru distribuirea de forumuri pe rețele anonime I2P, Tor și Freenet.
- Tribler: partajare de fișiere
- Wippien: P2P și VPN
- StealthNet Arhivat în 20 ianuarie 2011, la Wayback Machine.: bazat pe RetroShare
- SafetyGate: este o soluție comercială.

## Precauții
Datorită anonimității pe care o oferă aceste rețele, darknet a început să fie folosită și pentru activități ilegale, de genul traficului de droguri și de arme, pornografiei infantile, plata în monede virtuale precum bitcoin. Unele dintre cele mai populare site-uri au fost Silk Road, devenit cunoscut ca ebay-ul sau Amazonul drogurilor, Agora, și Evolution.